# ناگائو ماساکاگه
ناگائو ماساکاگه (به ژاپنی: 長尾 政景 Nagao Masakage); ۱ ژانویهٔ ۱۵۲۶ – ۱۱ اوت ۱۵۶۴) سامورایی رهبر خاندان ناگائو در قلمروی اوئدا در دوره سنگوکو اهل ژاپن بود.